# Roussac
Roussac är en kommun i departementet Haute-Vienne i regionen Nouvelle-Aquitaine i västra Frankrike. Kommunen ligger i kantonen Nantiat som tillhör arrondissementet Bellac. År 2018 hade Roussac 453 invånare.

## Befolkningsutveckling
Antalet invånare i kommunen Roussac
| Referens: INSEE |